# Isla Pedro Montt
L'isla Pedro Montt è un'isola del Cile meridionale nell'oceano Pacifico. Appartiene alla regione di Magellano e dell'Antartide Cilena, alla provincia di Última Esperanza e al comune di Natales. Fa parte dell'arcipelago Regina Adelaide.
L'isola porta il nome di Pedro Montt, che fu presidente del Cile dal 1906 al 1910.

## Geografia
L'isola Pedro Montt si trova nella parte orientale dell'arcipelago, a est dell'isola Cochrane (separata dal canale Pacheco) e a sud-est delle isole Barros Arana e Juan Guillermos. La sua superficie è di 265,3 km², lo sviluppo costiero è di 121,7 km; misura circa 15 miglia di lunghezza per un massimo di 5 miglia di larghezza; il monte Lopetegui ha un'altezza di 891 m, il picco Ejército misura 867 m.